# 鵜飼元辰
鵜飼 元辰（うがい もととき）は、戦国時代から安土桃山時代にかけての武将。毛利氏、小早川氏の家臣。

## 生涯
近江国の猿楽師出身（猿楽師であったのは父とも）で、はじめ毛利元就・隆元に仕えその後、隆景の家臣となった。小早川家文書にある正月の座配立書には天正12年（1584年）から名が現れ、この年は上座から13番目に記されている。井上春忠・桂景種らと共に隆景の奉行人を務め、隆景の死後も隆景の隠居領であった三原の処理などにも当たり、隆景死後の三原城を山口宗永に受け渡す際の担当役となった。
慶長2年（1597年）に隆景が没すると毛利氏家臣団に編入され毛利輝元に起請文を提出するが、毛利氏譜代の家臣達との軋轢からか出奔を計画。慶長4年（1599年）、発覚し輝元の命で三原にて自害した。